# Alfons Siegel
Alfons Siegel (* 1947) ist ein deutscher Pädagoge und Politikwissenschaftler. Er lehrt seit 1995 an der Pädagogischen Hochschule Weingarten.

## Leben
Siegel machte eine Lehre als Chemielaborant in Biberach an der Riß und arbeitete 1962–1967 in der Pharmaindustrie in Biberach, 1969 in der Metallindustrie in Schwäbisch Gmünd. 1970–1973 studierte er an der Pädagogischen Hochschule Schwäbisch Gmünd Chemie, Theologie und Psychologie. 1973–2010 arbeitete er als Lehrer an Grund-, Haupt-, Sonder- und Realschulen im Kreis Biberach sowie als Dozent in der Erwachsenenbildung bei Volkshochschulen und Bildungswerken in Themen zu Politik, Geschichte, Literatur, Religion(en), Philosophie und Psychologie. Daneben studierte er 1990–1994 an der Universität Augsburg Pädagogik/Erwachsenenbildung, Politik und Soziologie.
1995 wurde Siegel Lehrbeauftragter für Politikwissenschaft und ihre Didaktik an der Pädagogischen Hochschule Weingarten.
2003 promovierte Siegel in Politikwissenschaft an der Universität Augsburg bei  Theo Stammen mit einer vergleichenden Untersuchung der Friedensideen von Matthias Erzberger und Dieter Senghaas.
2022 ernannte ihn die Pädagogische Hochschule Weingarten zum Honorarprofessor.
Alfons Siegel gründete den Arbeitskreis Entwicklungspolitik in Biberach und setzte sich für das Andenken des in Biberach begrabenen Zentrumspolitikers Matthias Erzberger ein, der viele Jahre lang den Reichstagswahlkreis Biberach–Leutkirch–Waldsee–Wangen vertrat. Für diese und andere ehrenamtliche Aktivitäten wurde ihm 2025 das Verdienstkreuz am Bande des Verdienstordens der Bundesrepublik Deutschland verliehen.

## Werke
- Psychologische Prozesse der Sozialisation und Individualisierung unter erschwerten Milieubedingungen. Eine Fallstudie zur Genese des Auffälligwerdens und Auffälligbleibens. Zulassungsarbeit zur Ersten Dienstprüfung für das Lehramt an Grund- und Hauptschulen, PH Schwäbisch Gmünd, unveröffentlicht, 1972, 152 Seiten.
- Zum Verhältnis von Qualifizierung und Aufklärung. Dargestellt am Beispiel von Erwachsenenbildungskonzeptionen aus Baden-Württemberg. (Diplomarbeit, Universität Augsburg, unveröffentlicht, 1994, 156 Seiten)
- Nachdenken über „Rapallo“ als Impuls globaler Friedensgestaltung für heute. Von friedlicher Koexistenz und den Chancen der Entfeindung. in: Ulrike Hörster-Philipps u. a. (Hg.): Rapallo – Modell für Europa? Friedliche Koexistenz und internationale Sicherheit, Köln 1987, S. 23–31.
- Ideen zur Friedensgestaltung am Ende des Ersten Weltkrieges und des Ost-West-Konfliktes. Entwicklungen und Konzepte von Matthias Erzberger und Dieter Senghaas. Agenda Verlag, Münster 2003, ISBN 3-89688-184-1.
- Völkerbund, Hexagon und die Zukunft der UNO. Kant-Bezüge in Friedenskonzepten von Matthias Erzberger und Dieter Senghaas. In: Zeitschrift für Politik. 55. Jahrgang, 3/2008, S. 337–361, ISSN 0044-3360.
- Erzbergers Lehren für den Weltfrieden. Völkerbund, Solidarismus und die Zukunft der UNO. Biberacher Verlagsdruckerei, Biberach an der Riß 2018, ISBN 978-3-947348-22-0.
- Matthias Erzberger. Leben, Wirkung, Spuren. Wegbereiter für Demokratie, Gerechtigkeit und Frieden. zepp.text, Biberach an der Riß 2021, ISBN 978-3-9822160-5-8.
- Dieter Senghaas. Wissenschaft für den Frieden. (Begleitbroschüre zur Ausstellung zum Werk des Friedensforschers). zepp.text Verlag, Biberach an der Riß, (1. Auflage 2022, 33 Seiten), (2. Auflage 2024, 37 Seiten)